# Jocelyn McCarthy
Jocelyn McCarthy (1996) è un'ex sciatrice alpina canadese.

## Biografia
Attiva in gare FIS dal dicembre del 2011, in Nor-Am Cup la McCarthy ha esordito il 10 dicembre 2012 a Panorama in supergigante (47ª) e ha colto i suoi migliori piazzamenti il 15 dicembre 2015 e il 13 dicembre 2017 nella medesima località in slalom speciale (4ª); si è ritirata durante la stagione 2018-2019 e la sua ultima gara in carriera è stata uno slalom speciale universitario disputato il 24 febbraio ad Alyeska, chiuso dalla McCarthy al 1º posto. Non ha debuttato in Coppa del Mondo né preso parte a rassegne olimpiche o iridate.

## Palmarès

### Nor-Am Cup
- Miglior piazzamento in classifica generale: 40ª nel 2015

### Campionati canadesi
- 1 medaglia:
  - 1 bronzo (slalom speciale nel 2015)